# Odd Squad: The Movie
Odd Squad: The Movie is een Canadese film uit 2016 die gebaseerd is op de kinderserie Odd Squad. Hij werd geregisseerd door J.J. Johnson.

## Verhaal
De Odd Squad heeft geen werk meer doordat een nieuw bedrijf "Weird Team" met volwassenen en geleid door "Weird Tom" hun plaats heeft ingenomen. Wanneer ze erachter komen dat Toms oplossingen alles alleen maar erger maken bellen de huidige agenten enkele oude agenten op om te komen helpen. Maar ook met hen alleen kunnen ze het probleem niet oplossen en besluiten samen te werken met Weird Team en elke beschikbare agent ter wereld.

## Rolverdeling
- Millie Davis - Ms. O
- Olivia Presti - Oona
- Isaac Kragten - Otis
- Anna Cathcart - Olympia
- Michela Luci - Orchid
- Jaiden Cannatelli - Ohlm
- Ana Sani - Annette the Waitress
- Christian Distefano - Owen
- Seán Cullen - Mayor Macklemore
- Sandy Jobin-Bevans - Giddy Townsperson
- Peyton Kennedy - Dr O

## Prijzen en nominaties
| Jaar | Prijs                     | Categorie                                                                                | Genomineerde      | Resultaat   |
| ---- | ------------------------- | ---------------------------------------------------------------------------------------- | ----------------- | ----------- |
| 2016 | The Joey Awards           | Best Actress in a Feature Film Or Made for TV/Straight to Video Feature Featured Role    | Peyton Kennedy    | Gewonnen    |
| 2016 | The Joey Awards           | Best Actress in a Feature Film Leading Role                                              | Olivia Presti     | Genomineerd |
| 2017 | Canadian Screen Awards    | Best Children's or Youth Fiction Program or Series                                       | /                 | Gewonnen    |
| 2017 | Canadian Screen Awards    | Best Performance by an Actress in a Leading Role in a Dramatic Program or Limited Series | Millie Davis      | Genomineerd |
| 2017 | Canadian Screen Awards    | Best TV Movie or Limited Series                                                          | /                 | Genomineerd |
| 2017 | Daytime Emmy Award        | Outstanding Writing - Special Class                                                      | /                 | Gewonnen    |
| 2017 | Daytime Emmy Award        | Outstanding Sound Mixing - Live Action                                                   | /                 | Genomineerd |
| 2017 | Daytime Emmy Award        | Outstanding Sound Editing - Live Action                                                  | /                 | Genomineerd |
| 2017 | Daytime Emmy Award        | Outstanding Performer in a Children's, Pre-School Children's or Family Viewing Program   | Jack McBrayer     | Genomineerd |
| 2017 | Daytime Emmy Award        | Outstanding Directing - Special Class                                                    | J.J. Johnson      | Genomineerd |
| 2017 | Daytime Emmy Award        | Outstanding Main Title and Graphic Design                                                | /                 | Genomineerd |
| 2017 | Directors Guild of Canada | Outstanding Directorial Achievement in Movies for Television and Mini-Series             | J.J. Johnson      | Genomineerd |
| 2017 | Writers Guild of Canada   | MOW & Miniseries                                                                         | /                 | Genomineerd |
| 2017 | Young Artist Awards       | Best Performance in a Feature Film - Leading Young Actress                               | Olivia Presti     | Genomineerd |
| 2017 | Young Entertainer Awards  | Best Leading Young Actress - Feature Film                                                | Olivia Presti     | Genomineerd |
| 2017 | Young Entertainer Awards  | Best Supporting Young Actor - Feature Film                                               | Brendan Heard     | Genomineerd |
| 2017 | Young Entertainer Awards  | Best Leading Young Actor - Feature Film                                                  | Sean Michael Kyer | Genomineerd |